# Zenon Chabudziński
Zenon Chabudziński (ur. 14 maja 1925, zm. 26 maja 1979) – polski inżynier chemik, profesor, nauczyciel akademicki. Od 1963 r. kierownik Katedry i Zakładu Chemii Organicznej na Wydziale Farmaceutycznym Akademii Medycznej we Wrocławiu, w latach 1964–1968 prodziekan, a w latach 1968–1972 dziekan Wydziału Farmaceutycznego.
Maturę uzyskał w 1946 i rozpoczął studia chemiczne na Politechnice Wrocławskiej ukończone dyplomem magistra inżyniera chemika w 1951. Jako student podjął pracę w maju 1949 u profesora Henryka Kuczyńskiego. Doktorat obronił 29 stycznia 1958. Habilitację obronił 29 maja 1962 uzyskując stanowisko docenta. 1 lipca 1969 został powołany na stanowisko profesora nadzwyczajnego Akademii Medycznej we Wrocławiu, a stopień profesora zwyczajnego uzyskał 26 czerwca 1976.

## Odznaczenia
- Krzyż Kawalerski Orderu Odrodzenia Polski
- Srebrny Krzyż Zasługi
- Srebrny i Brązowy Medal „Za zasługi dla obronności kraju”
- Medal 10-lecia Polski Ludowej

Pochowany na cmentarzu św. Rodziny przy ul. Smętnej we Wrocławiu.